# Ритм-енд-блюз
Ритм-енд-блюз (англ. rhythm and blues, скорочено — R&B) — урбанізована модифікація блюзу, що розвинулась на межі 30— 40-х років XX ст. у негритянських гетто великих американських міст — Детройта, Нью-Йорка, Чикаго та ін.
Ритм-енд-блюз вирізняє екзальтованість та експресія, підсилення інструментального начала, більш швидкі темпи, енергійний біт, що досягається чергуванням масивного та гучного удару на першій та третій долях з уривчастим сухим акцентом на другій та четвертій. Ритм-енд-блюз виконував вокаліст у супроводі саксофона, гітари, фортепіано, контрабаса та ударних, пізніше у складі інструментів з'явилися електрогітари і електроорган. Спів характеризувався емоційним напруженням, акцентуванням блю ноутс, застосуванням фальцетного звучання, безперервним перегукуванням коротких рифів співака і саксофона.
До найвідоміших музикантів, що грали в ритм-енд-блюзі належать Рей Чарлз, Джордж Бенсон, Ruth Brown, The Drifters i The Coasters.
В 1960-х — 70-х роках ритм-енд-блюз розвивався паралельно з рок-музикою, нерідко із взаємопроникненнями. Такі рок-музиканти, як-от The Rolling Stones, Yardbirds, Procol Harum, Blood, Sweat and Tears плідно користувались ритмікою і технікою аранжування R&B, водночас артисти R&B такі як Рей Чарлз, або Тіна Тернер використовували звучання та способи аранжування рок-музикантів. Крім того працюють, особливо в США, досить численна група артистів, які творять власні музичні стилі на межі R&B i рока — наприклад Prince, Тіна Тернер, Майкл Джексон чи Теренс Трент Д'Арбі.
У сучасності, особливо в США, визначення ритм-енд-блюз відносять до всіх течій розважальної музики, в яких з'являються блюзові ритми (або блюзо-подібний вокал багатий ритмічний інструментарій), починаючи від соулу, закінчуючи продукцією, яку в Європі вважають поп-музикою, наприклад творчість Джексонів (див. Майкл Джексон). У цьому сенсі цей термін вживає, наприклад, Американська музична асоціація, що присуджує премії Ґреммі, в тому числі в сфері R&B.